# ستر
سِتِر (انگلیسی: Setter)، یکی از انواع شکاری سگ است که اغلب برای شکار بلدرچین، قرقاول, و سیاه‌خروس (باقرقره) توسط شکارچیان به کمک گرفته می‌شود.
در انگلستان، چهار نژاد ستر –معمولاً همراه با یک گروه فرعی– وجود دارد. هر نژاد ستر تفاوت‌های ظریفی در سر، استخوان‌بندی و جنس ماده، با دیگری دارد.

## نگارخانه

انواع نژاد سِتِر
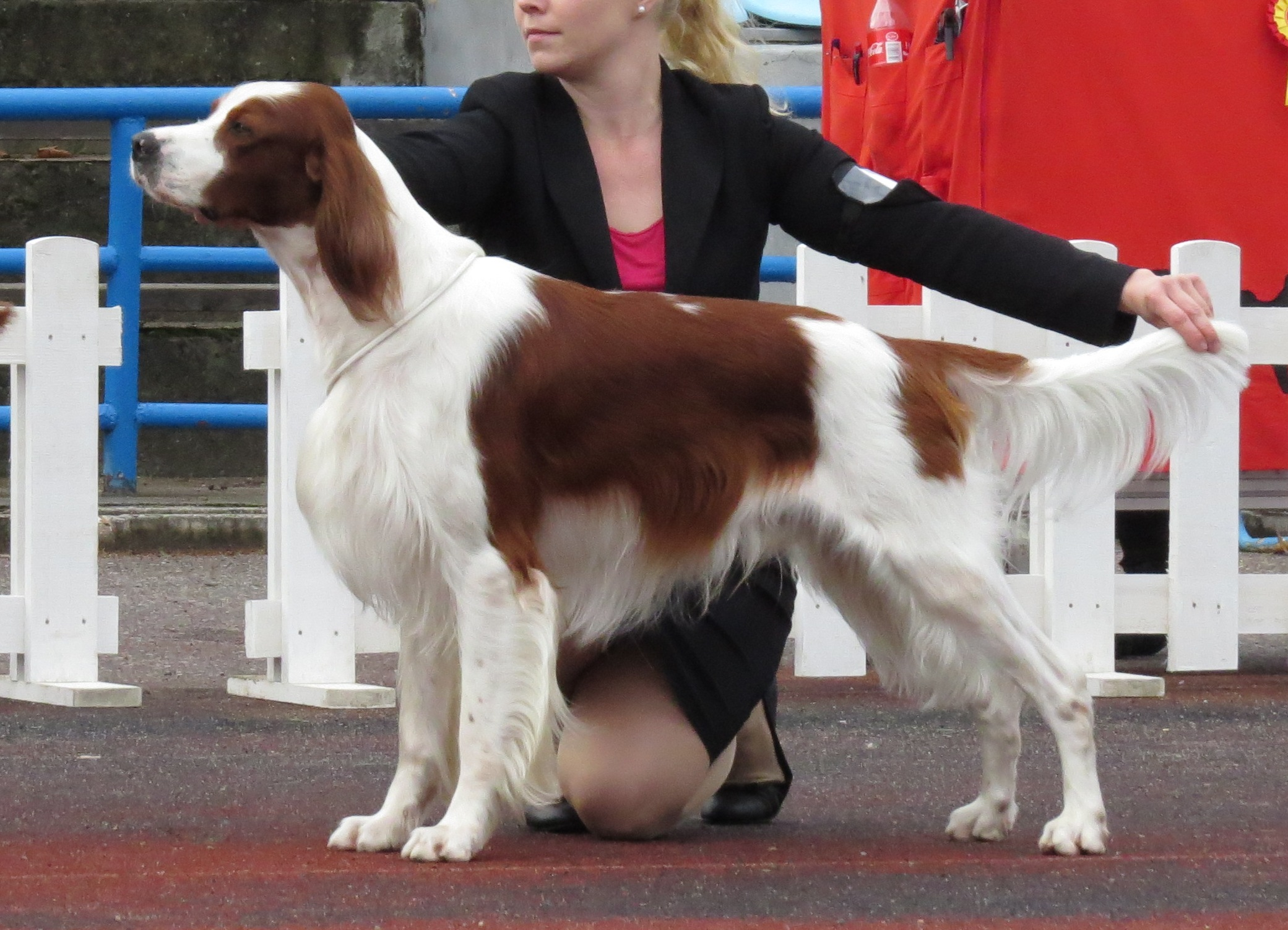
ستر سرخ و سفید ایرلندی
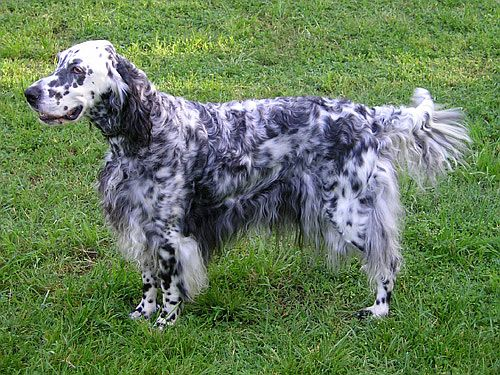
ستر انگلیسی
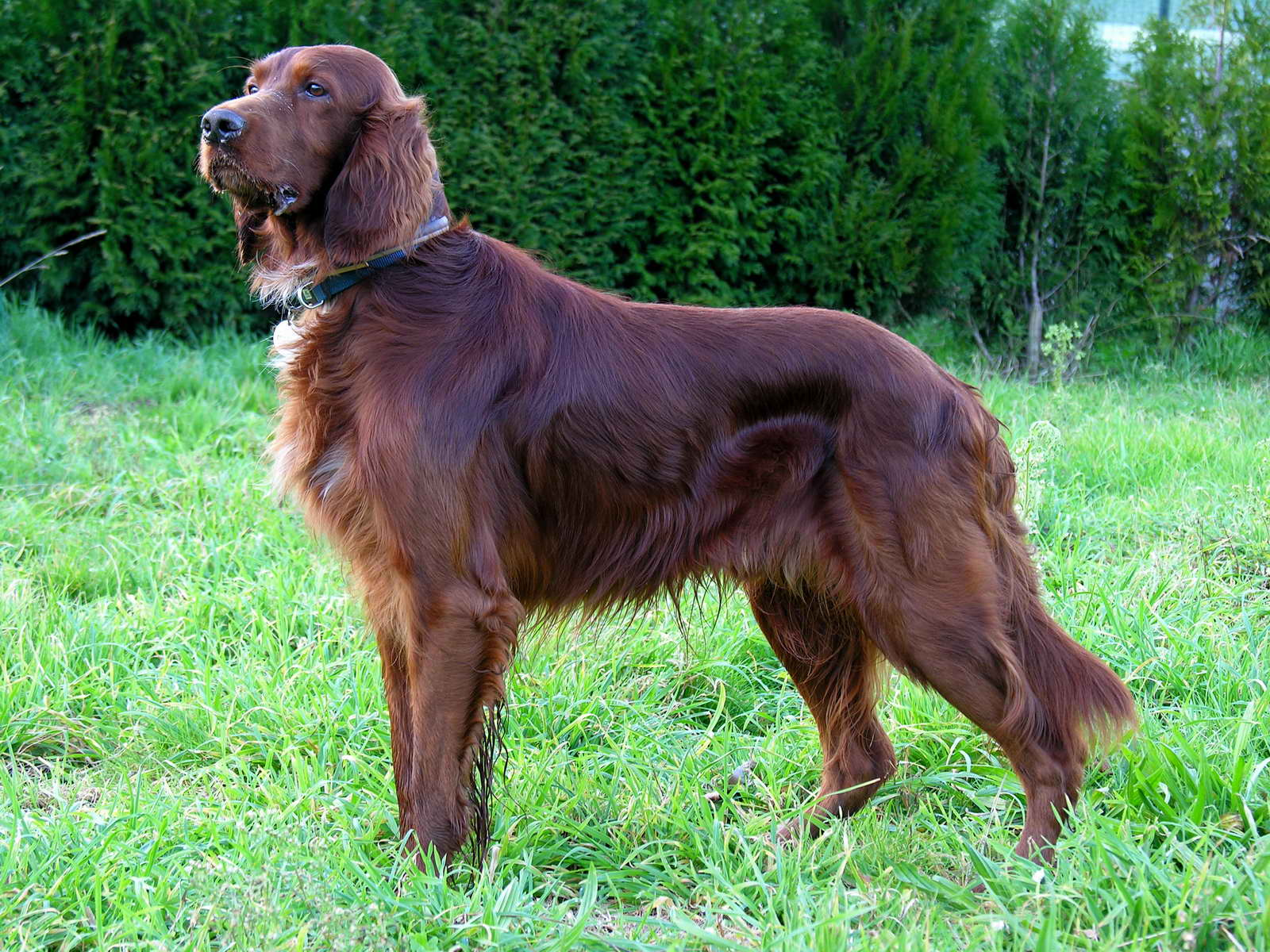
ستر ایرلندی
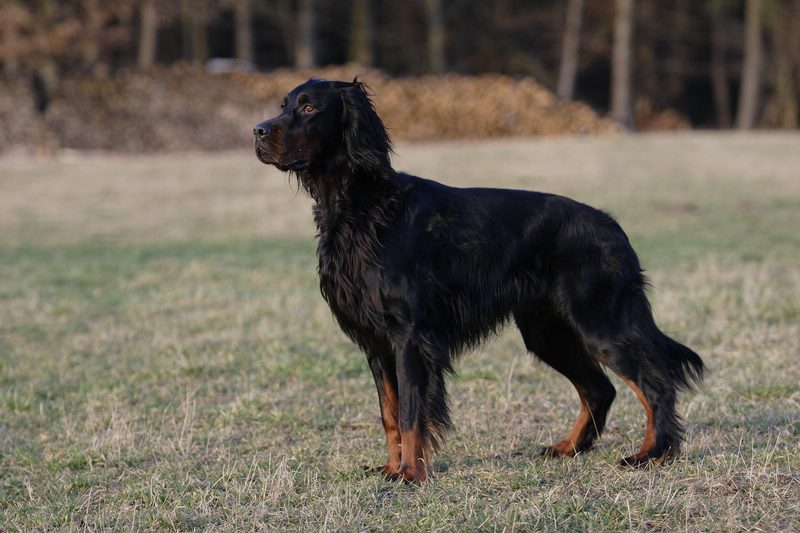
ستر سیاه (گوردون)
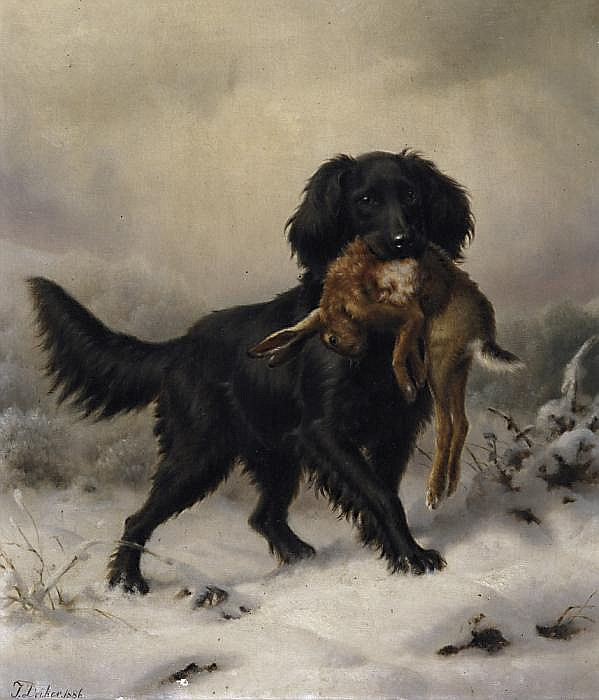
نگاره‌ای از ستر تیره با خرگوش
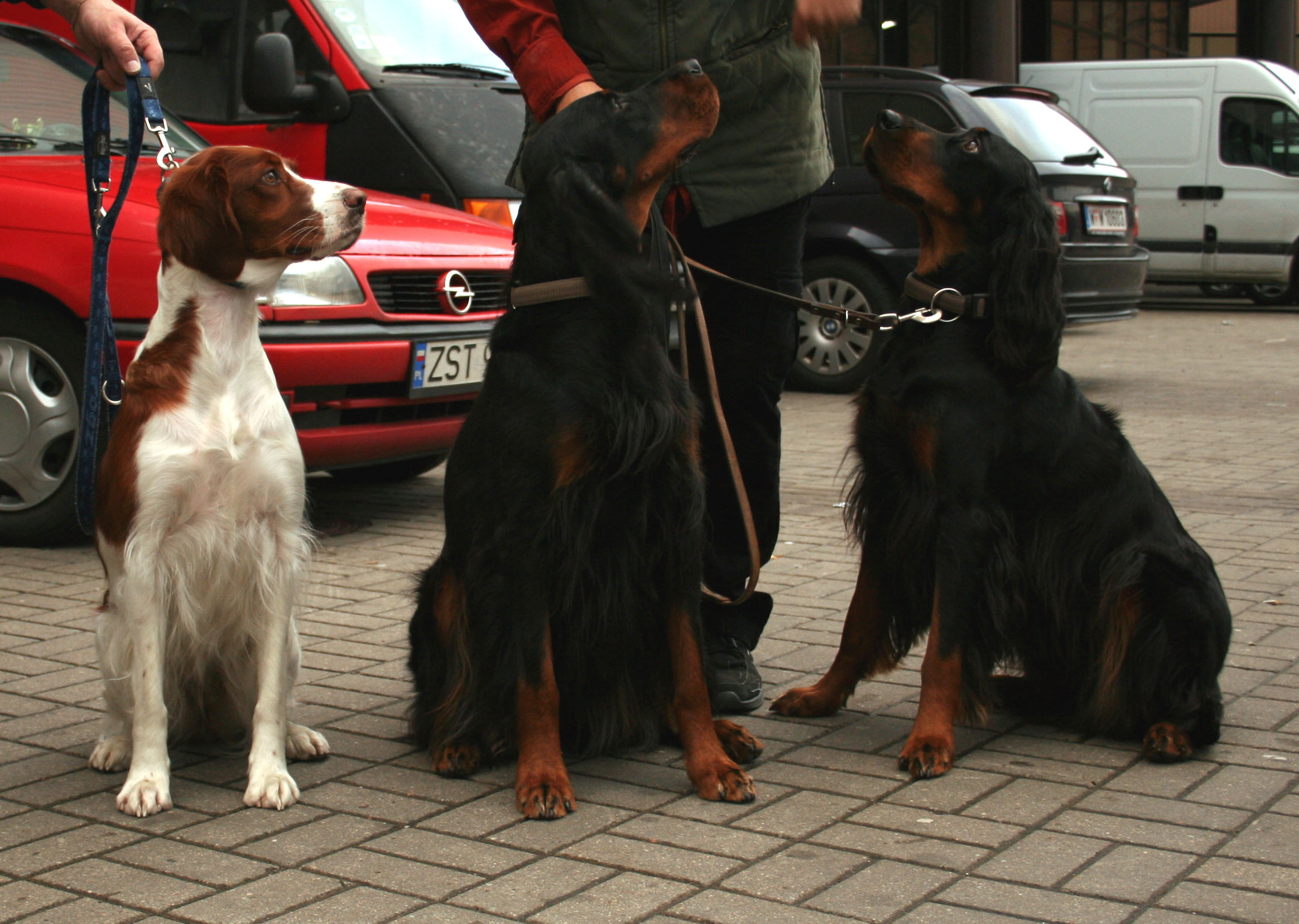
ستر گوردن با ستر ایرلندی سرخ و سفید